# Дюнки, Николь
Нико́ль Дю́нки (нем. Nicole Dünki; род. 1984) — швейцарская кёрлингистка.

## Достижения
- Чемпионат Швейцарии по кёрлингу среди женщин: бронза (2013, 2014).
- Чемпионат мира по кёрлингу среди юниоров: бронза (2009).
- Чемпионат Швейцарии по кёрлингу среди смешанных команд: золото (2010).

## Команды
| Сезон                                          | Четвёртый            | Третий         | Второй            | Первый        | Запасной                                                                          | Турниры             |
| ---------------------------------------------- | -------------------- | -------------- | ----------------- | ------------- | --------------------------------------------------------------------------------- | ------------------- |
| 2008—09                                        | Мариса Винкельхаузен | Мартина Бауман | Франциска Кауфман | Изабель Курт  | Николь Дюнки тренер: Andreas Schlunegger                                          | ЧМЮ 2009            |
| 2009—10                                        | Николь Дюнки         | Julia Blum     | Gabriela Welti    | Fabiola Duss  |                                                                                   |                     |
| 2010—11                                        | Николь Дюнки         | Алина Пец      | Gioia Oeschle     | Fabiola Duss  |                                                                                   | ЧШЖ 2011 (5 место)  |
| 2010—11                                        | Мирьям Отт           | Кармен Шефер   | Кармен Кюнг       | Янине Грайнер | Николь Дюнки тренер: Штефан Карнусян                                              | ЧМ 2011 (5 место)   |
| 2011—12                                        | Мануэла Зигрист      | Алина Пец      | Claudia Hug       | Николь Дюнки  | Fabiola Duss                                                                      | ЧШЖ 2012 (5 место)  |
| 2012—13                                        | Мануэла Зигрист      | Алина Пец      | Надин Леман       | Николь Дюнки  | Люция Эбнётер тренер: Люция Эбнётер                                               | ЧШЖ 2013            |
| 2013—14                                        | Алина Пец            | Надин Леман    | Николь Швегли     | Николь Дюнки  | Карин Маттей (сезон), Изабель Курт (ЧШЖ), Andrea Marx (ЧШЖ) тренер: Люция Эбнётер | ЧШЖ 2014            |
| Кёрлинг среди смешанных команд (mixed curling) |                      |                |                   |               |                                                                                   |                     |
| 2009—10                                        | Клаудио Пец          | Алина Пец      | Свен Михель       | Giola Oechsle | Николь Дюнки                                                                      | ЧШСК 2010           |
| 2024—25                                        | Lukas Christen       | Николь Дюнки   | Martin Risi       | Cindy Schmid  |                                                                                   | ЧШСК 2025 (4 место) |

(скипы выделены полужирным шрифтом)